# Rungsted Seier Capital
Rungsted Seier Capital, alternativt bara Rungsted ishockey, en är ishockeyklubb från Rungsted, Danmark, som spelar i den högsta danska ligan, Metal Ligaen.

## Historik
Klubben grundades 1941 som Rungsted IK och hette så till 2000, då bytte namn till Rungsted Cobras. 2004 bytte man till dagens Nordsjælland Cobras. Klubben gick i konkurs år 2010, men återupptog verksamheten under nytt namn efter några år.

## Meriter
- Danska mästare: 1955, 1963, 2002 och 2019